# Lykke Li
Li Lykke Timotej Zachrisson, mer känd under artistnamnet Lykke Li, född 18 mars 1986 i Sofia församling, Stockholm, är en svensk indiemusiker, låtskrivare och filmskådespelare.

## Biografi
Lykke Li föddes i Sofia församling i Stockholm 1986, som dotter till fotografen och tidiga Tant Strul-medlemmen Kärsti Stiege och musikern och Dag Vag-medlemmen Johan Zachrisson. Familjen flyttade till Stockholm redan när Lykke Li var liten, och flyttade därefter till Portugal när hon var sex år gammal. Där bodde de i fem år, samtidigt som de tillbringade vintrarna i Nepal och Indien, varpå de bodde växelvis i Marocko och Portugals huvudstad Lissabon.. Hon studerade vid Södra Latin; sedan bytte hon till Fryshuset där hon gick klart gymnasiet.
I början av Lykke Lis karriär spelade hon en del med sin egen producent Björn Yttling som framförallt åkte med henne och kompade henne på gitarr.[källa behövs] Under sina många framträdanden som artist har Lykke Li även blivit gästad av artister som Andrew Wyatt (Miike Snow), Mariam Wallentin (Wildbirds & Peacedrums) och Eliot Sumner (Coco Sumner/I Blame Coco, som även är dotter till Sting).[källa behövs]
Lykke Li bodde sedan i New York i tre månader när hon var 19. Hon återvände till New York när hon var 21 för att spela in sitt första album.
Sitt första album, Youth Novels, gav hon ut på LL Recordings i Norden den 30 januari 2008 och det gavs ut för en större europeisk publik i juni samma år. På Irland gavs det ut den 6 juni och den 9 juni i Storbritannien, medan det gavs ut i USA den 19 augusti. Albumet producerades av Björn Yttling från Peter Bjorn and John och Lasse Mårtén.
Lykke Li hade viss framgång med sin EP Little Bit, som kom redan 2007. Indiemusiksajten Stereogum skrev i oktober 2007 att hon var en artist värd att hålla ögonen på och beskrev hennes musik som en blandning av soul, electro och "powdered-sugar pop". Hon medverkar också på Kleerups självbetitlade album, med sång i låten "Until We Bleed", samt på Röyksopps album Junior med låtarna "Miss It So Much" och "Were You Ever Wanted".
Tidigt 2011 gästade hon Conan O'Briens talkshow Conan och var senare även gäst hos Skavlan.
Den 14 februari 2012 fick hon två Grammis för årets artist 2011 samt årets album, Wounded Rhymes.
Hon är medgrundare till skivbolaget Ingrid.
Lykke Li har bland annat släppt en klädkollektion under märket "& other stories".
2016 var hon med och grundade bandet LIV.

## Film
År 2013 debuterade hon som skådespelare i två långfilmer, den svenska gangsterfilmen Tommy med premiär i mars 2014 samt Song to Song av Terrence Malick, vilken hade premiär 2017.
Hennes musik och sång har dessutom förekommit i ett stort antal filmer och TV-serier i Europa och USA, såsom The Twilight Saga: New Moon, Misfits, 90210, Grey's Anatomy, The Good Wife, Blå är den varmaste färgen och Pretty Little Liars.

## Priser och utmärkelser
- 2009 – P3 Guld som "Årets nykomling"[11]
- 2009 – SKAP-stipendiet
- 2011 – Platinagitarren[12]
- 2012 – Grammis för Wounded Rhymes i kategorin "Årets album"
- 2012 – Grammis som "Årets artist"

## Diskografi

### Album
- 2008 –  Youth Novels, plats nr 3 i Sverige, nr 66 på Irland, nr 112 i Storbritannien, nr 18 på US Heatseekers.
- 2011 –  Wounded Rhymes
- 2014 –  I Never Learn
- 2018 –  So Sad So Sexy
- 2022 – Eyeye

### EP och singlar
- 2007 – Little Bit (EP)
- 2008 – Tonight
- 2008 – I'm Good, I'm Gone
- 2008 – Breaking It Up
- 2009 – Until We Bleed
- 2010 – Get Some
- 2011 – I Follow Rivers
- 2011 – Sadness Is a Blessing
- 2011 – Youth Knows No Pain
- 2014 – Du är den ende, från filmen Tommy
- 2014 – No Rest for the Wicked (2014)
- 2014 – No One Ever Loved, från filmen Förr eller senare exploderar jag
- 2014 – Gunshot
- 2015 – Never Gonna Love Again
- 2017 – Unchained Melody (cover)
- 2018 – Deep End / Hard Rain
- 2019 – Still Sad Still Sexy (EP)
- 2020 - Bron, (med Ludwig Göransson)
- 2022 – No Hotel

## Bandet
"Stommen i bandet"
- Lars Skoglund – trummor
- Anders Stenberg – gitarr och bas
- Mikael Svensson – keyboard, orgel och piano

Medverkande på Wounded Rhymes-turnén
- Lars Skoglund – trummor
- Anders Stenberg – gitarr och bas
- Mikael Svensson – keyboard, orgel och piano
- Nils Tornquist – percussion
- Zhala Rifat – kör

Medverkande på Skavlan 14 mars 2014
- Lars Skoglund – trummor, slagverk och kör (Markus Krunegård, Laakso)
- Anders Stenberg – gitarr, bas och kör (Deportees)
- Mikael Svensson – klaviatur och kör
- Anders Petterson – Lap Steel och kör
- Kicki Halmos – kör och klaviatur
- Amanda Hollingby – kör (Idiot Wind, Amason)
- Mariam Wallentin – kör (Mariam the Beliver, Wildbirds & Peacedrums)

Medverkande på "I Never Learn-turnén 2014
- Lars Skoglund – trummor, slagverk och kör (Markus Krunegård, Laakso)
- Anders Stenberg – gitarr, bas och kör (Deportees)
- Mikael Svensson – klaviatur och kör
- Anders Petterson – Lap Steel och kör
- Kicki Halmos – kör och klaviatur

## Artistsamarbeten
- Lykke Li agerade gästartist till Kings of Leons låt "Knocked Up", som släpptes på singeln "Use Somebody" 2008.
- Lykke Li medverkar på det svenska bandet Deportees album Islands & Shores (2011) på låten "A New Name to Go By".
- Lykke Li medverkar på David Lynch's singel I'm waiting here (2013) på låten med samma namn.
- Lykke Li medverkar på U2 's låt "the troubles"(2014)
- Lykke Li medverkar på Emile Haynie's album We Fall tillsammans med Romy på låten "Come Find Me" (2015)
- Lykke Li medverkar på Little Jinder's låt "Hålla handen" (2018)
- Lykke Li medverkar på Mark Ronson's låt "Late night feelings" (2019)